# Mycobacterium bovis
Mycobacterium bovis – tlenowa, wolno rosnąca bakteria należąca do rodziny Mykobakterii, będąca przyczyną gruźlicy u bydła. Spokrewniona z ludzkim prątkiem gruźlicy; może w szczególnych przypadkach wywoływać zachorowania u ludzi, łamiąc barierę gatunkową.
M. bovis jest zazwyczaj przenoszone na ludzi drogą zainfekowanego mleka, aczkolwiek może się rozprzestrzeniać także drogą powietrzną. Obecnie zakażenia u ludzi są raczej rzadkie, związane głównie ze złym procesem pasteryzacji lub piciem mleka niepasteryzowanego. Ma to miejsce szczególnie w krajach rozwijających się.